# شهرستان لین (تگزاس)
شهرستان لین، تگزاس (به انگلیسی: Lynn County, Texas) یک سکونتگاه مسکونی در ایالات متحده آمریکا است که در تگزاس واقع شده‌است.

## خصوصیات
شهرستان لین ۲٬۳۱۲٫۸۷ کیلومترمربع مساحت دارد.